# Kajetan Letić
Fra Kajetan (Gaetano, Gajo) Letić (Veli Lošinj, 1854. – Hvar, 1916.),:str. 1007. hrvatski amaterski graditelj orgulja (orguljar) iz Dubrovnika, franjevac, provincijal, orguljaš i orguljar. Stilski je djelovao pod utjecajem talijanskih graditelja, s naglaskom na mletačke.
Sagradio je orgulje u crkvi sv. Frane u Dubrovniku. U splitskoj katedrali preuredio je orgulje Gaetana Zanfrette 1902. i 1903. godine. Don Frane Bulić krivo je gradnju tih orgulja pripisao Letiću, a pogrešku je ispravio nekoliko godina poslije Niko Kalogjera. Nakon Letićeva preuređenja, orgulje su dobile drugi manual, promijenio im fasadu po Riegerovom sustavu, a mnoge registre umetnuo.:str. 989., 994., 996. Troškovnik Letićeva preuređenja sastavio je don Bono Bolani 1924. i to je bio prvi takav dokument napisan hrvatskim jezikom.:str. 1001.
Intervenirao je na orguljama u dominikanskom samostanu u Starom Gradu na Hvaru 1907. godine.